# Permutazione alternata
In combinatoria, una permutazione alternante o permutazione alternata o permutazione a zig-zag di lunghezza n è una permutazione {\displaystyle \langle c_{1},c_{2},...,c_{n}\rangle } dell'insieme {1, 2, 3, ..., n} tale che 
nessun componente ci con 1<i<n ha valore compreso fra ci − 1 e ci + 1 .
Si osserva che per n=2,3,... la riflessa di una permutazione alternante è anch'essa una permutazione alternante: ad esempio sono permutazioni alternanti di {1,2,3,4,5}
sia 34152 che 25143. Dato che una permutazione e la sua riflessa non possono coincidere, si deduce che il numero delle permutazioni alternanti di una data lunghezza è un numero pari. Denotiamo con An la metà del numero delle permutazioni alternanti dell'insieme {1, ..., n}.
Si osserva anche che, sempre per n=2,3,... , ad ogni permutazione alternante {\displaystyle \langle c_{1},c_{2},...,c_{n}\rangle } che inizia con una salita ({\displaystyle c_{1}<c_{2}}) è associata biunivocamente la permutazione alternante 
{\displaystyle \langle n+1-c_{1},n+1-c_{2},...,n+1-c_{n}\rangle } che inizia con una discesa
(ed ovviamente è diversa);
quindi An fornisca anche il numero delle permutazioni alternanti che iniziano con una salita (o con una discesa). 
Si trova che la funzione generatrice esponenziale della successione di tali numeri è la funzione trigonometrica:
{\displaystyle \sum _{n=0}^{\infty }A_{n}{x^{n} \over n!}=\sec(x)+\tan(x)=\tan \left({x \over 2}+{\pi  \over 4}\right).}
Si osserva che la serie formale di potenze della secante presenta solo potenze pari della variabile x, mentre la serie della tangente presenta solo potenze dispari.
Quindi i numeri con indici pari A2m sono forniti dalla serie della secante e vengono chiamati numeri secanti o numeri zig, mentre quelli con indice dispari sono forniti dalla serie della tangente e sono detti numeri tangenti o numeri zag.
I numeri A2m sono strettamente connessi con i numeri di Eulero: {\displaystyle A_{2m}\,=\,|E_{4m}|}